# Visor (album)
Visor är ett musikalbum utgivet av Helen Sjöholm på Benny Anderssons skivbolag Mono music i maj 2002. Skivan är Sjöholms debutalbum och den gick in på den svenska försäljningslistans fjärdeplats 30 maj 2002. Det blev skivans högsta placering och den stannade på listan i 45 veckor.

## Låtlista
1. Allt under himmelens fäste (Trad) – 4'07
2. Horgalåten (Trad/Eva Lidén) – 2'35
3. Man borde inte sova (Gustaf Wennerberg/Jeremias i Tröstlösa) – 2'51
4. Vid vassen av den krökta ström (Trad/Bengt Lidner) – 2'30
5. Här är gudagott att vara (Gunnar Wennerberg) – 4'25
6. Koppången (Pererik Moraeus/Py Bäckman) – 3'32
7. Lustvin dansar en gavott med de fem sinnena (Gustaf Düben/Samuel Columbus) – 3'27
8. Då väntar jag vid vägarna (Anders Börje/Rune Lindström) – 3'57
9. Ombytlighet – vår tids gudinna (Trad/Olof von Dahlin) – 1'51
10. Vindarna sucka (Trad/Oscar II) – 3'17
11. Tusen tankar (Skillingtryck) – 4'23
12. Du som har mitt hela hjärta (Trad) – 2'52
13. Varning (Adolf Fredrik Lindblad) – 3'45
14. Som en eld (Martin Östergren/Helen Sjöholm) – 2'54
15. Vårvindar friska (Trad/Julia Nyberg) – 2'41

Dold bonuslåt
- Kåta Maja

## Medverkande

### Musiker
- Helen Sjöholm – sång
- Martin Östergren – piano
- Jojje Wadenius – gitarr
- Backa Hans Eriksson – bas
- Jörgen Stenberg – slagverk, marimba
- Benny Andersson – dragspel, tramporgel
- Tommi Rasmussen – banjo
- Pär Grebacken – flöjt

Stråkkvartett
- David Björkman – violin I
- Roland Kress – violin II
- Jakob Ruthberg – viola
- Anna Wallgren – cello

Stråkorkester
- Christian Bergqvist – violin
- Torbjörn Bernardsson – violin
- Roland Kress – violin
- Monika Stanikowska – violin
- Martin Stensson – violin
- Bo Söderström – violin
- Torbjörn Helander – viola
- Jakob Ruthberg – viola
- Åsa Strid, Anna Wallgren – cello
- Backa Hans Eriksson – bas

Träblås
- Gabriella Lundgren – flöjt
- Gunnar Månberg – oboe
- Kristian Möller – klarinett
- Jens-Christoph Lemke – fagott
- Björn Eriksson – valthorn

### Ljudtekniker
- Roger Krieg – Tekniker
- Bernard Löhr – Mixad i Mono Music Studio
- Henrik Jansson – Mastering i Polar Studios

### Arrangör
Martin Östergren

## Listplaceringar
| Lista (2002-2003) | Topplacering |
| ----------------- | ------------ |
| Sverige           | 4            |